# Azzurro (песня)
Azzurro ([adˈdzurro]) — песня, выпущенная Адриано Челентано в 1968 году. Была написана специально для него Паоло Конте и Вито Паллавичини. Некоторые источники называют её самой популярной итальянской песней как внутри страны, так и за рубежом. Сразу после своего появления она в течение нескольких недель возглавляла итальянский хит-парад. Во время пандемии коронавируса 2020 года жители Италии, вынужденные оставаться дома, массово исполняли с балконов своих домов.

## Версия группы Die Toten Hosen
Одна из многочисленных кавер-версий была выпущена в 1990 году немецкой рок-группой Die Toten Hosen.

## Чарты
| Чарты (1990) | Наив. поз. |
| ------------ | ---------- |
| Германия     | 23         |
| Швейцария    | 17         |